# O Homem do Corpo Fechado
O homem do corpo fechado é um filme brasileiro de 1972 dirigido por Schubert Magalhães. O filme foi produzido em 1971, mas só foi lançado no ano seguinte, com a faixa etária de 18 anos. Segundo o DEJUS

## Enredo
João de Deus é um vaqueiro com o corpo fechado é contratado por um latifundiário, até que se apaixona-se pela filha de seu patrão, e foge com sua mulher. Quando o patrão descobre da notícia, rapidamente manda capturar o homem e sua filha.

## Elenco
- Roberto Bonfim como João de Deus
- Esther Mellinger como Dinorá
- Milton Ribeiro como Cansanção
- Angelito Mello como Coronel Trajano
- Lorival Pariz como Turibio
- Jorge Karan
- Ruy Polanah
- Emmanuel Cavalcanti
- Jota Dângelo
- Renato Andrade
- Ivan de Souza
- Miro Reis
- Álvaro Cordeiro
- Ernesto Moura
- Sérgio Ricci
- Aloysio Vianna[3]

## Prêmios
O filme teve indicação do Prêmio Coruja de Ouro, de melhor efeitos sonoros, e para o ator Aloysio Vianna.